# Santa Catalina (kommunhuvudort)
Santa Catalina är en kommunhuvudort i Argentina.   Den ligger i provinsen Jujuy, i den norra delen av landet, 1 600 km norr om huvudstaden Buenos Aires. Santa Catalina ligger 3 801 meter över havet och antalet invånare är 1 955.
Terrängen runt Santa Catalina är platt åt sydost, men åt nordväst är den kuperad. Trakten runt Santa Catalina är nära nog obefolkad, med mindre än två invånare per kvadratkilometer.. Det finns inga andra samhällen i närheten. 
Omgivningarna runt Santa Catalina är i huvudsak ett öppet busklandskap.